# Aaron Schwartz
Aaron Schwartz, född 4 januari 1981 i New York, är en amerikansk skådespelare. Han inledde sin skådespelarkarriär i tidig ålder och har bland annat medverkat i filmerna Tungviktarna och The Mighty Ducks. Han har även gästspelat i många TV-serier, bland annat Cosby.

## Filmografi i urval

### Filmer
- 1992 - The Mighty Ducks
- 1995 - Tungviktarna
- 2011 - Third Down
- 2016 - When It Burns

### TV-serier
- 1993-1994 - The Adventures of Pete & Pete
- 2009 - The Guiding Light
- 2010 - I lagens namn
- 2009-2012 - Gossip Girl
- 2012 - Made in Jersey
- 2013 - The Originals
- 2016 - Blessed